# Cornesse (Pepinster)
Cornesse (wa. Coirnesse) – dzielnica (section) gminy Pepinster w Belgii, w Regionie Walońskim, w prowincji Liège, w okręgu Verviers. 1 stycznia 2020 roku liczyła 2186 mieszkańców. Do 31 grudnia 1964 r. samodzielna gmina.

## Demografia
Liczba mieszkańców, stan na 1 stycznia:
| Rok                | 1930 | 1947 | 1961 | 2020 |
| ------------------ | ---- | ---- | ---- | ---- |
| Liczba mieszkańców | 2014 | 1897 | 1813 | 2186 |